# Saison 2009 des Indians de Cleveland
La saison 2009 des Indians de Cleveland est la 109e saison en ligue majeure pour cette franchise qui reste sur une saison 2008 en demi-teinte.
L'inter-saison est marquée par le retour des Indians en Cactus League après avoir passé 14 saisons en Grapefruit League.
Afin d'honorer la mémoire d'Herb Score, ancien joueur des Indians de 1955 à 1959 puis commentateur des matchs de la franchise de 1964 à 1997, les joueurs arborent un patch comprenant son numéro de joueur (27), un micro et le nom « HERB ».
Il s'agit de la dernière saison d'Eric Wedge comme manager des Indians. Il est remercié à l'issue d'une saison très décevante au niveau sportif. Les Indians enregistrent 1 766 241 spectateurs payants pour 79 matches (2 double-headers) à Progressive Field, soit une moyenne par rencontre de 22 357. C'est une baisse d'environ 17 % par rapport à la saison précédente.

## Intersaison

### Arrivées

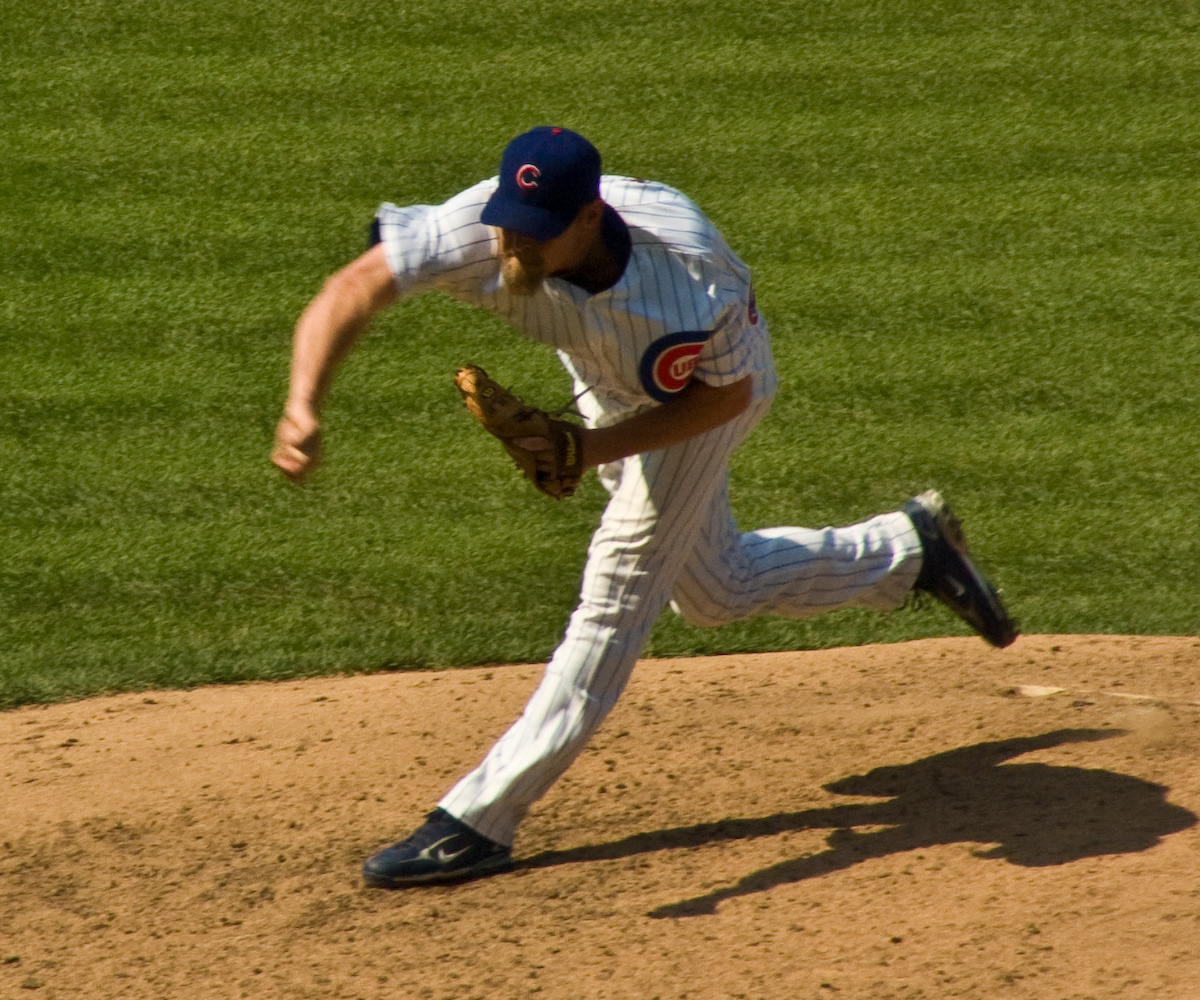
Kerry Wood passe des Cubs aux Indians

Le 10 décembre 2008, le lanceur de relève Joe Smith (ex-New York Mets) et le jeune joueur de deuxième base Luis Valbuena (ex-Seattle Mariners) signent à Cleveland à l'occasion d'un échange impliquant trois franchises et douze joueurs.
Le 13 décembre 2008, le lanceur de relève Kerry Wood (ex-Chicago Cubs) signe un contrat en tant qu'agent libre pour deux saisons, plus une année en option. L'entente est évaluée à 20,5 millions de dollars US. Pour s'excuser de ce transfert auprès des fans des Cubs, Wood se paye deux pages de publicité dans deux quotidiens de Chicago pour réaffirmer son attachement aux Cubs malgré son départ,.
Le 31 décembre 2008, le champ intérieur Mark DeRosa (ex-Chicago Cubs) signe un contrat d'une saison pour 5,5 millions de dollars. Il est échangé contre trois joueurs de ligues mineures : Jeff Stevens, Chris Archer et John Caub.
Le 6 janvier 2009, le lanceur partant Carl Pavano (ex-New York Yankees) signe un contrat d'une saison pour 1,5 million de dollars. Pavano n'a joué que 24 matches en quatre ans pour les Yankees en raison de blessures. Jugé apte à jouer après la visite médicale passée chez les Indians, il empochera une prime de 5,3 millions de dollars s'il parvient à s'aligner au moins 18 fois comme lanceur partant.
Vinnie Chulk, ex-Giants de San Francisco, signe un contrat de ligue mineure chez les Indians de Cleveland le 15 janvier 2009.
Le 19 février, le lanceur de relève Juan Salas est échangé en provenance des Tampa Bay Rays contre un jeune champ intérieur de ligue mineure, Isaias Velasquez. Intégré à l'effectif des 40 joueurs dits actifs, il exclut de cette liste Andy Marté.

### Départs
Le 7 décembre 2008, le lanceur Tom Mastny est transféré chez les Yokohama BayStars au Japon.
Le 8 décembre 2008, le lanceur Brian Slocum, qui était en fin de contrat, signe un contrat de ligue mineure dans l'organisation des Pittsburgh Pirates.
Le 10 décembre 2008, le champ extérieur Franklin Gutiérrez signe chez les Seattle Mariners à l'occasion d'un échange impliquant trois franchises et douze joueurs.
Ecarté de l'effectif actif à la fin de l'entraînement de printemps, Edward Mujica est transféré chez les Padres de San Diego contre un joueur à désigner et un dédommagement financier. Le transfert est annoncé le 1er avril.

### Prolongations de contrats

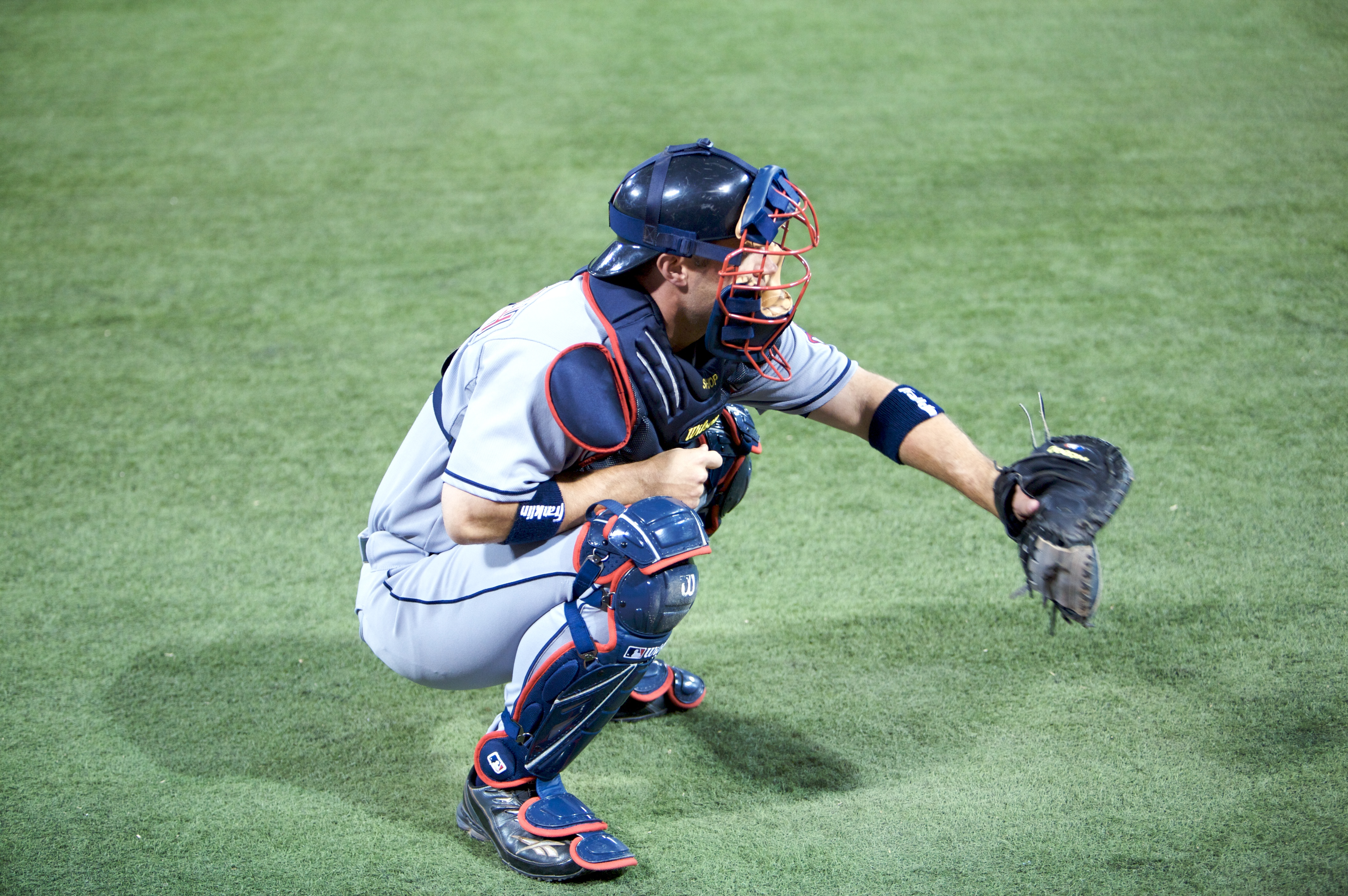
Kelly Shoppach

Kelly Shoppach est le seul joueur de l'effectif des Indians éligible cette année pour un arbitrage. Comme toujours depuis 1991, les Indians évite l'arbitrage en trouvant un accord avec le joueur. Shoppach s'est engagé pour une saison à 1,95 million de dollars.

### Cactus League
Retour des Indians en Arizona pour l'entraînement de printemps. Les matches de préparation se tiennent du 25 février au 4 avril. Les rencontres à domicile se jouent au Goodyear Ballpark à Goodyear. Ce stade de 10 000 places est une partie de l'ensemble de 108 millions de dollars mis à la disposition des Indians à l'année. Outre le confort et la technologie (tous les terrains d'entraînements sont par exemple couverts par de multiples caméras permettant aux joueurs de revoir leurs gestes sous tous les angles) nettement meilleur qu'en Floride, l'intérêt principal de cette localisation est la réduction importante des temps de transports entre les stades : 12 des 14 terrains de la Cactus League se trouvent à moins d'une heure de route de Goodyear.
La polyvalence est le thème imposé par Eric Wedge à son effectif à l'occasion de la pré-saison. Ryan Garko, dont la place en première base est mise en balance avec Víctor Martínez qui abandonnerait alors définitivement le marbre au profit de Kelly Shoppach, devra évoluer dans le champ extérieur en Cactus League.
Les joueurs sélectionnés pour participer à la Classique mondiale de baseball 2009 ne prennent part qu'aux trois premiers matches de prés-saison avant de rejoindre leurs sélections. Au dernier moment, Grady Sizemore décline la sélection en mettant en avant une blessure. Parmi les 40 joueurs de l'équipe active, Mark DeRosa (États-Unis), Shin-Soo Choo (Corée du Sud) et Rafael Pérez (République dominicaine) sont sélectionnés. Cliff Lee avait refusé la sélection dès le mois de janvier. Les cinq autres joueurs sous contrat avec les Indians sélectionnés pour la Classique évoluent en ligues mineures : Damaso Espino (PAN), Paolo Espino (PAN), Chen Lee (TPE), Sung-Wei Tseng (TPE), et Nicholas Weglarz (CAN).
Le 25 mars, Eric Wedge arrête sa décision concernant les postes de 4e et 5e lanceur partant derrière le trio Cliff Lee, Fausto Carmona et Carl Pavano. Le gaucher Scott Lewis et le droitier Anthony Reyes sont désignés. Dans le même temps, la longue indisponibilité (au moins jusqu'à la fin mois de juin, probablement pas avant juillet) du lanceur de relève Jake Westbrook est confirmée.
Avec 12 victoires, 3 nuls et 20 défaites, les Indians connaissent la plus mauvaise préparation de saison des clubs de la Ligue américaine. Les doutes concernant la qualité de l'effectif 2009 ne sont pas levés. Eric Wedge évoque évidemment la Classique mondiale de baseball qui a mobilisé quelques joueurs des Indians. Pour Mark Shapiro, les chances des Indians pour remporter la division centrale reste fortes

## Saison régulière

### Calendrier
|    | Avril     | Mai         | Juin        | Juillet     | Août        | Septembre   | Octobre   |    |
| -- | --------- | ----------- | ----------- | ----------- | ----------- | ----------- | --------- | -- |
| 1  |           | @ Tigers    | Yankees     | White Sox   | Tigers      | @ Tigers    | @ Red Sox | 1  |
| 2  |           | @ Tigers    | @ Twins     |             | Tigers      | @ Tigers    | @ Red Sox | 2  |
| 3  |           | @ Tigers    | @ Twins     | Athletics   |             | @ Tigers    | @ Red Sox | 3  |
| 4  |           | @ Blue Jays | @ Twins     | Athletics   | Twins       | Twins       | @ Red Sox | 4  |
| 5  |           | @ Blue Jays | @ White Sox | Athletics   | Twins       | Twins       |           | 5  |
| 6  | @ Rangers | @ Red Sox   | @ White Sox |             | Twins       | Twins       |           | 6  |
| 7  |           | @ Red Sox   | @ White Sox | @ White Sox | @ White Sox | Rangers     |           | 7  |
| 8  | @ Rangers | Tigers      |             | @ White Sox | @ White Sox | Rangers     |           | 8  |
| 9  | @ Rangers | Tigers      | Royals      | @ White Sox | @ White Sox | Rangers     |           | 9  |
| 10 | Blue Jays | Tigers      | Royals      | @ Tigers    |             |             |           | 10 |
| 11 | Blue Jays | White Sox   | Royals      | @ Tigers    | Rangers     | Royals      |           | 11 |
| 12 | Blue Jays | White Sox   | Cardinals   | @ Tigers    | Rangers     | Royals      |           | 12 |
| 13 | @ Royals  | White Sox   | Cardinals   |             | Rangers     | Royals      |           | 13 |
| 14 | @ Royals  | @ Rays      | Cardinals   | All-Star    | @ Twins     | @ Twins     |           | 14 |
| 15 | @ Royals  | @ Rays      | Brewers     |             | @ Twins     | @ Twins     |           | 15 |
| 16 | @ Yankees | @ Rays      | Brewers     | Mariners    | @ Twins     | @ Twins     |           | 16 |
| 17 | @ Yankees | @ Rays      | Brewers     | Mariners    |             | @ Athletics |           | 17 |
| 18 | @ Yankees |             |             | Mariners    | Angels      | @ Athletics |           | 18 |
| 19 | @ Yankees | @ Royals    | @ Cubs      | Mariners    | Angels      | @ Athletics |           | 19 |
| 20 |           | @ Royals    | @ Cubs      |             | Angels      | @ Athletics |           | 20 |
| 21 | Royals    | @ Royals    | @ Cubs      | @ Blue Jays | Mariners    |             |           | 21 |
| 22 | Royals    | @ Reds      |             | @ Blue Jays | Mariners    | Tigers      |           | 22 |
| 23 | Royals    | @ Reds      | @ Pirates   | @ Blue Jays | Mariners    | Tigers      |           | 23 |
| 24 | Twins     | @ Reds      | @ Pirates   | @ Mariners  | @ Royals    | Tigers      |           | 24 |
| 25 | Twins     | Rays        | @ Pirates   | @ Mariners  | @ Royals    | Orioles     |           | 25 |
| 26 | Twins     | Rays        | Reds        | @ Mariners  | @ Royals    | Orioles     |           | 26 |
| 27 | Red Sox   | Rays        | Reds        | @ Angels    | @ Orioles   | Orioles     |           | 27 |
| 28 | Red Sox   | Rays        | Reds        | @ Angels    | @ Orioles   | White Sox   |           | 28 |
| 29 | Red Sox   | Yankees     | White Sox   | @ Angels    | @ Orioles   | White Sox   |           | 29 |
| 30 |           | Yankees     | White Sox   |             | @ Orioles   | White Sox   |           | 30 |
| 31 |           | Yankees     |             | Tigers      |             |             |           | 31 |
|    | Avril     | Mai         | Juin        | Juillet     | Août        | Septembre   | Octobre   |    |

### Classement
| Ligue américaine (Division Centrale) | V  | D  | %    | GB |
| ------------------------------------ | -- | -- | ---- | -- |
| Twins du Minnesota                   | 87 | 76 | .531 | -- |
| Tigers de Détroit                    | 86 | 77 | .531 | -- |
| White Sox de Chicago                 | 79 | 83 | .488 | 7  |
| Indians de Cleveland                 | 65 | 97 | .401 | 21 |
| Royals de Kansas City                | 65 | 97 | .401 | 21 |

### Résultats

#### Avril
La série d'ouverture à Arlington contre les Rangers du Texas est un fiasco pour les lanceurs partants des Indians. Cliff Lee concède sept points en cinq manches, Fausto Carmona en concède six en cinq manches le lendemain, puis Carl Pavano lache pas moins de cinq points en première manche. L'attaque n'a que partiellement compensé ces mauvaises performances défensives avec un seul point marqué lors du match d'ouverture. Les frappeurs de Cleveland retrouvent quelques sensations lors des deux derniers matches de la série, signant notamment cinq coups de circuit, dont deux de Grady Sizemore, à l'occasion du dernier match.
Le match d'ouverture à domicile face aux Blue Jays de Toronto le 10 avril est joué en deux temps à la suite d'une longue interruption (3 h 47) due à la pluie. Le jeune lanceur partant Scott Lewis qui tentait d'aligner un cinquième succès lors de ses premiers cinq matches en ligue majeure a échoué. Il passe le relais à Rafael Betancourt avec une marque de 4-3 en faveur de Toronto après 4,1 manches. Les Indians s'inclinent finalement 13-7. Le lendemain, nouveau revers face aux Jays ; Les Indians entament leur saison par cinq défaites de rang. Il faut remonter à 1985 pour trouver un début de saison aussi mauvais pour The Tribe.
Le cinquième match débute bien pour les Indians avec un point entièrement construit par Grady Sizemore : il enchaine un coup sûr simple, un vol de base, puis un double vol de base pour aller au marbre. Dans la foulée de ce bon début de partie, les Indians engrangent leur première victoire de la saison, 8-4. Trevor Crowe frappe à cette occasion son premier coup sûr en Ligue majeure ; c'est un double RBI.
La série à Kansas City se solde par deux défaites et une victoire. Cette première victoire en déplacement est acquise à l'occasion du Jackie Robinson Day avec Aaron Laffey comme lanceur partant. Laffey a été rappelé de Columbus pour remplacer Scott Lewis, blessé.
Le premier match de MLB disputé au New Yankee Stadium met aux prises les lanceurs partants Cliff Lee et C.C. Sabathia. Les deux derniers vainqueurs du Trophée Cy Young n'accordent qu'un point chacun, puis la partie bascule lors du haut de la 7e manche : les Indians marquent 9 points et Grady Sizemore frappe le premier grand chelem de l'histoire du nouveau stade new-yorkais. Les Indians s'imposent finalement 10-2.
Après un second match serré finalement enlevé par les Yankees 5-6, le troisième match de cette série inaugurale du New Yankee Stadium est une démonstration offensive des Indians. Le haut de la deuxième manche est celle des records : 37 minutes, 69 lancers, 17 frappeurs, 14 points marqués pour 13 coups sûrs. Le score final : 22-4, et pour Cleveland, 25 coups sûrs, 6 coups de circuit, 50 bases et 52 passages au bâton. La dernière victoire des Indians à au moins 20 points, remonte au 31 août 2004 : 22-0 à l'ancien Yankee Stadium. Le quatrième et dernier match de la série est longtemps serré et tourne en faveur des Yankees à la suite d'un arbitrage vidéo donnant l'avantage aux New-yorkais en septième manche.
Les Indians égalent leur record historique de double-jeux complétés lors d'un match : 6. Cette performance permet à Cleveland de s'imposer 8-7 contre les Royals le 21 avril. La série contre Kansas City se poursuit sur une défaite puis une victoire permettant aux Indians de remporter leur première série de la saison.
Cleveland enregistre deux défaites logiques à domicile contre les Twins avant de retrouver la victoire le dimanche 26 avril. La manche décisive est la septième. Minnesota mené 4-0 revient à 4-2 et remplit les bases avec un seul éliminé. Tony Sipp entre alors en jeu sur le monticule et se sort de cette mauvaise situation.
Les Red Sox se présentent à Progressive Field avec une série en cours de dix victoires consécutives après une entame de saison poussive (2 victoires pour 6 défaites). La première rencontre de cette série reste longtemps un match de lanceur (0-0 après 8 manches avec Cliff Lee face à Tim Wakefield) avant de basculer en neuvième manche en faveur de Boston. Lors du deuxième match, les Red Sox mènent cinq fois au score, mais Cleveland recolle à chaque fois. Les Indians remportent la partie sur une erreur de Youkilis en première base lors de la neuvième manche après 4 heures et 19 minutes de jeu. La série et le mois s'achève sur une défaite rageante. Après avoir longtemps mené 5-0, les Indians se font souffler la victoire par les Red Sox 6-5 en dixième manche.
Le bilan du mois est de 8 victoires pour 14 défaites.

#### Mai
Pour ouvrir le mois, Jhonny Peralta réussit son premier coup de circuit de l'année tandis que Carl Pavano enregistre sa première victoire sous les couleurs de Cleveland à l'occasion du premier match d'une série de trois disputée à Détroit face aux Tigers. Détroit s'imposent lors des deux rencontres suivantes. Les Indians enchainent sur deux matches à Toronto ; ils s'imposent sur le fil en douzième manche puis s'inclinent le lendemain après-midi en encaissant 7 points lors de la 7e manche.
En visite à Fenway Park pour deux rencontres, les Indians remportent le premier match où s'illustrent Víctor Martínez (3 coups sûrs dont 1 coup de circuit, 3 points et 4 points produits), Mark DeRosa (3 coups sûrs dont un coup de circuit, 1 point et 2 points produits) et Aaron Laffey qui assure un sauvetages sur trois manches. Le lendemain, les Indians, avec Jeremy Sowers en lanceur partant, mènent 2-1 après 5 manches et demi avant de s'écrouler en bas de sixième manche : les Red Sox marquent 12 points, à un point du record des 13 points encaissés au cours d'une même manche par les Indians le 15 juin 1925. Cleveland s'incline finalement 3-13.
De retour à Progressive Field le 8 mai, le premier match de la série contre les Tigers de Détroit reste longtemps dominé par les deux lanceurs partants : Cliff Lee et Justin Verlander. Le seul point de la rencontre est inscrit à la huitième manche sur faute (non comptée comme erreur) de Luis Valbuena. Grady Sizemore pensait avoir inversé la tendance en bas de neuvième manche en frappant un solide coup dans le champ centre, mais Curtis Granderson évite le pire pour les Tigers en allant capter de volée cette balle au-dessus de la ligne jaune marquant les limites du terrain. Battus lors des matches suivants face aux Tigers, les Indians affichent un bilan de 11 victoires pour 21 défaites ; aucune autre formation de la MLB, pas même les Nationals de Washington, n'ont fait pire. Malgré ces mauvais résultats, Eric Wedge reste confiant sur la qualité de l'effectif.
Le 10 mai, Progressive Field accueille son 40 millionième spectateur payant pour un match des Indians depuis son inauguration en 1994.
La série de quatre défaites consécutives est stoppée le 11 mai avec une victoire sans frayeurs face aux White Sox de Chicago (4-9).

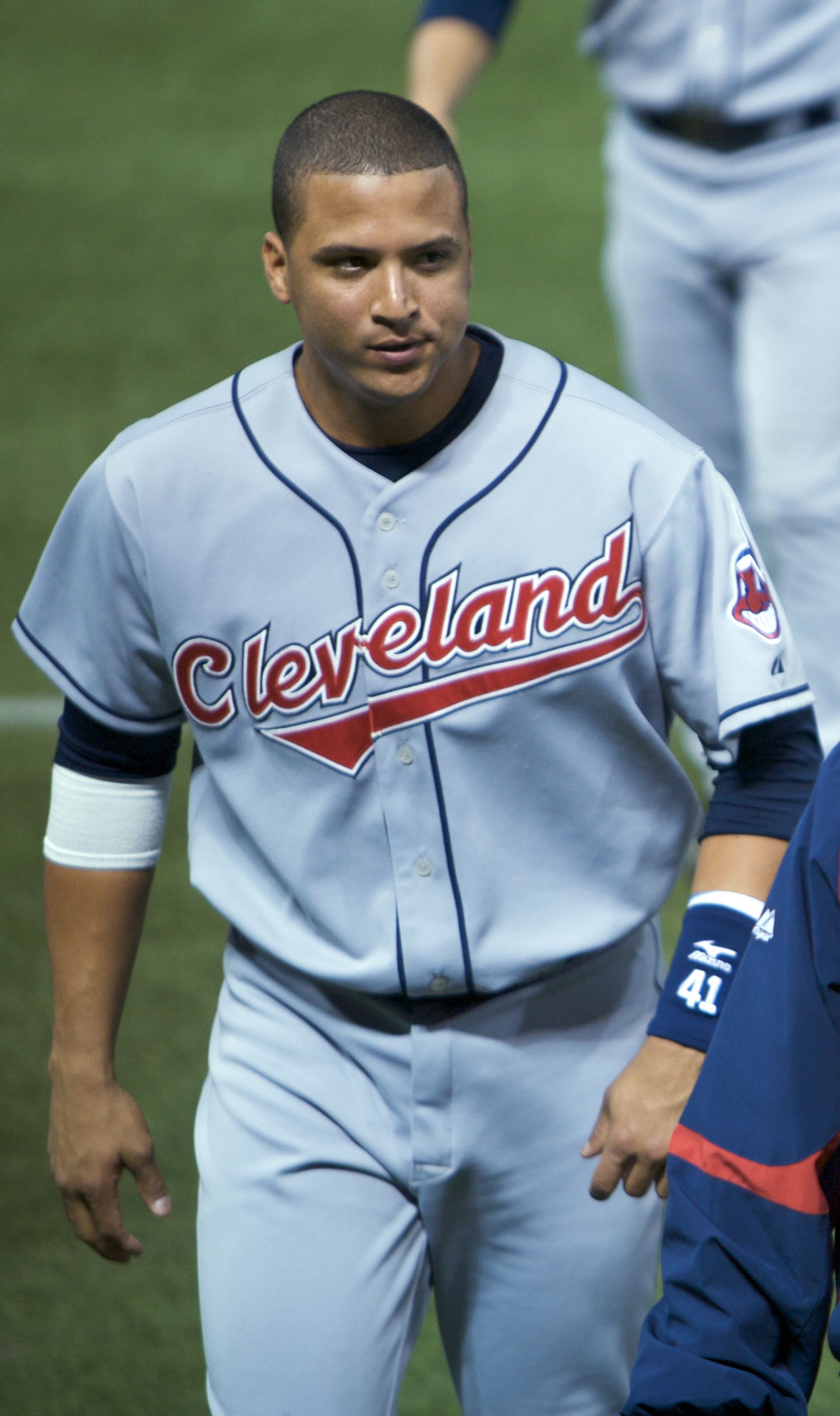
Víctor Martínez à plus de 0,400 de moyenne au bâton sur la saison du 14 au 22 mai

Les Indians partent sur la route le 14 mai et signent face aux Rays de Tampa Bay un succès probant permettant à Víctor Martínez de prendre la tête du challenge de la moyenne au bâton avec 0,400. Depuis 1954, aucun frappeur n'a atteint cette marque après 36 matches. Le lendemain, un nouveau succès se dessine pour Cleveland qui mène 7-0 à mi-partie. Comme la veille, les Rays grignotent leur retard, et contrairement à la veille, ils coiffent sur le fil les Indians pour s'imposer 7-8. La défaite est attribuée à Luis Vizcaíno, recruté en fin de semaine, qui effectuait ses grands débuts sous les couleurs des Indians.
Le match du 17 mai qui marque les débuts de David Huff en Ligue majeure commence par un imbroglio. Une erreur sur la feuille de match prive les Rays de la possibilité d'utiliser un frappeur désigné. Malgré ce handicap, Andy Sonnanstine s'assure la victoire. La série face aux Rays s'achève pour les Indians par 3 défaites pour 1 victoire.
Après une journée de pause, la série à Kansas City semble bien débutée : après huit manches et demie, les Indians, emmenés par Cliff Lee, mènent 5-2. Kerry Wood se présente alors sur la monticule pour un sixième sauvetage cette saison. Il accorde au contraire quatre points dont deux coups de circuit solitaires aux frappeurs des Royals, qui s'imposent 5-6.
La série à Kansas City s'achève sur deux victoires. La première est arrachée en fin de partie (6-5), Kerry Wood assurant un sauvetage sans lacher de point malgré trois coureurs sur base. La seconde victoire prend forme en septième manche et est plus large (8-3), mais Rafael Betancourt est crédité de son premier sauvetage de la saison en entrant en jeu en neuvième manche avec les bases pleines et aucun coureur retiré.
Le déplacement à Cincinnati à l'occasion des matches interligues est décevant. Une victoire pour deux défaites et un étonnant 0 sur 13 au bâton pour Víctor Martínez, dont la moyenne plonge de 0,400 à 0,371 en trois jours. L'action de la série est un triple de Grady Sizemore lors du dernier match qui se transforme en point après une interférence au troisième but. L'arbitre du marbre signale d'abord que Sizemore est retiré, mais l'arbitre de troisième but intervient pour accorder le point.
À domicile, les Indians débutent très mal la partie du 25 mai contre les Rays de Tampa Bay en accordant 10 points sans en marquer après quatre manches. Le lanceur partant Fausto Carmona ne parvient qu'à retirer quatre lanceurs, dont trois sur des prises, pour cinq buts sur balles et cinq points accordés. Jensen Lewis est tout aussi catastrophique en lachant cinq points en moins de deux manches. Ryan Garko permet aux Indians d'inscire des points au tableau en frappant un coup de circuit à deux points en bas de quatrième manche. Deux autres points sont glanés en huitième manche portant le score à 10-4. En bas de neuvième manche, l'incroyable a lieu. Les Indians inscrivent sept points et remportent le match. Le coup gagnant est frappé par Víctor Martínez qui met ainsi fin à une série de 0 sur 18 au bâton.
Les Rays permettent aux Indians d'enchainer pour la première fois cette saison quatre victoires consécutives. La série est stoppée le 29 mai à l'occasion de la réception des Yankees de New York.

#### Juin
La série face aux Yankees de New York s'achève le 1er juin sur une défaite à la suite d'une mauvaise septième manche au cours de laquelle les New-yorkais marquent quatre points. Les lanceurs de Cleveland concèdent 11 buts sur balles au cours de la partie.
Le 5 juin, Carl Pavano enregistre son 5e blanchissage en carrière. Lors de cette victoire 6-0 chez les White Sox de Chicago marquée par le retour de blessure de Travis Hafner (1 coup de circuit), Pavano délivre 101 lancers pour trois coups surs sûrs accordés.
L'opposition avec les Royals du 9 au 11 juin permet aux Indians de se défaire de la lanterne rouge. Le troisième et dernier match de la série se joue en dix manches et un oiseau détourne une balle, aidant ainsi Mark DeRosa à inscrire le point victorieux. Sonné, l'oiseau a pu reprendre son envol.
En ouverture des quinze matches interligues programmés du 12 au 28 juin, les Indians s'imposent 3-7 à Progressive Field face aux Cardinals de Saint-Louis.

#### Juillet
Les résultats qui restent globalement décevants passent au second plan en fin de mois en raison de la clôture de la période des échanges de joueurs au 31 juillet. La direction de la franchise ayant indiqué qu'aucun moyen supplémentaire ne serait disponible à terme, le manager général Mark Shapiro procède a une vaste campagne d'échanges après le départ de Mark DeRosa chez les Cardinals de Saint-Louis le 27 juin. Ryan Garko, Ben Francisco, Cliff Lee et Víctor Martínez partent ainsi sous d'autres cieux contre de jeunes talents à bas salaires. Cette dernière semaine du mois de juillet 2009 illustre parfaitement la stratégie financière suivie par les Indians depuis l'arrivée de Larry Dolan en 2000 : formation et vente. Pour la première fois de l'histoire des Ligues majeures, une franchise cède deux détenteurs du Trophée Cy Young en moins d'un an. C.C. Sabathia l'an dernier, Cliff Lee cette saison. Les fans enragent, mais les bénéfices financiers pour le propriétaire Larry Dolan sont assurés. Et, comme toujours, Mark Shapiro multiplie les conférences de presse pour justifier cette politique.

#### Août
Septième transfert en six semaines ; Carl Pavano est guidé vers la porte de sortie direction les Twins du Minnesota. Les Indians font ainsi l'économie de plusieurs centaines de milliers de dollars de primes que devait toucher le joueur à la suite de ses performances. Les Twins, qui reprennent le contrat de Pavano, régleront cette note.

#### Septembre
Les Indians enregistrent une série de onze défaites consécutives du 13 au 24 septembre. La victoire du 25 septembre face aux Orioles de Baltimore évite au club d'égaler sa pire performance historique : douze défaites de rang en 1931. Outre ce record, les Indians avaient déjà enchainé onze défaites en 1901, 1909 et 1928.
Le club annonce le 30 septembre qu'il se séparera d'Eric Wedge à l'issue de la saison.

## Draft
La draft 2009 se tient du 9 au 11 juin. Au premier tour de sélection, les Indians qui possèdent cette saison le 15e choix, choisissent le lanceur droitier des North Carolina Tar Heels, Alex White.
Les autres choix des Indians se portent notamment sur Jason Kipnis (63e choix), champ centre des Arizona State Sun Devils, et Joseph Gardner (94e choix), lanceur droitier des UC Santa Barbara Gauchos.

## Affiliations en ligues mineures
| Niveau         | Equipe                    | Ligue                   |
| -------------- | ------------------------- | ----------------------- |
| AAA            | Columbus Clippers         | International League    |
| AA             | Akron Aeros               | Eastern League          |
| Advanced A     | Kinston Indians           | Carolina League         |
| A              | Lake County Captains      | South Atlantic League   |
| Short Season A | Mahoning Valley Scrappers | New York - Penn League  |
| Rookie         | Arizona League Indians    | Arizona League          |
| Rookie         | DSL Indians               | Dominican Summer League |